# Lawrence Wong
Lawrence Wong Shyun Tsai (chinois simplifié : 黄循财 ; pinyin : Huáng Xúncái), né le 18 décembre 1972 à Singapour, est un homme d'État singapourien, vice-Premier ministre de 2022 à 2024, ministre des finances depuis 2021 et Premier ministre depuis le 15 mai 2024.

## Biographie
Membre du Parti d'action populaire qui dirige le pays depuis 1959, Lawrence Wong est élu membre du Parlement le 7 mai 2011 puis réélu le 11 septembre 2015 et de nouveau le 10 juillet 2020.
Le 15 mai 2021, il est nommé ministre des Finances et le 14 avril 2022, il devient parallèlement vice-Premier ministre aux côtés de Heng Swee Keat.
Pressenti pour succéder à Lee Hsien Loong en tant que Premier ministre, il le remplace après la démission de ce dernier le 15 mai 2024.